# Francis McLaren
Pour les articles homonymes, voir McLaren.
Francis Walter Stafford McLaren, né le 16 juin 1886 et mort le 30 août 1917, est un homme politique britannique. Membre de la Royal Flying Corps, le corps aérien de l'Armée britannique, il meurt à l'entraînement durant la Première Guerre mondiale.

## Biographie
Francis McLaren, que ses amis appellent « Macaulay », est issu d'une famille fortement engagée en politique. Il est le deuxième fils de Laura McLaren, influente suffragette et fondatrice du mouvement des suffragettes au sein du Parti libéral, et de Sir Charles McLaren, député libéral à la Chambre des communes de 1880 à 1885 et de 1892 à 1910. Son grand-père paternel Duncan McLaren est député libéral d'Édimbourg de 1865 à 1881, et son grand-père maternel Henry Pochin est brièvement député libéral de Stafford de 1868 à 1869. Ses deux grand-mères sont suffragettes, et sa grand-mère paternelle Priscilla Bright McLaren, engagée tant dans le mouvement anti-esclavagiste au début du XIXe siècle que dans le mouvement pour le droit de vote des femmes, est la sœur des députés libéraux radicaux Jacob Bright, qui obtient en 1869 le droit de vote des femmes aux élections municipales, et John Bright,.
Francis McLaren est éduqué au collège d'Eton, où il est à la fois brillant élève et très bon joueur de football. Il obtient ensuite une licence d'Histoire au Balliol College de l'université d'Oxford. Membre actif de l'association de débat estudiantin Oxford Union Society, il y défend le libre-échange. Son frère aîné Henry est élu député libéral de Staffordshire-ouest aux élections législatives de 1906, qui sont un triomphe pour les Libéraux, et Francis McLaren entre à son tour au Parlement comme député de la ville de Spalding (dans le Lincolnshire) aux élections de janvier 1910, lui aussi sous l'étiquette du Parti libéral. Son élection fait suite à une campagne énergique de sa part, au cours de laquelle il se prononce en faveur du suffrage féminin. À son entrée au Parlement à l'âge de seulement vingt-quatre ans, il est fait secrétaire parlementaire privé de Lewis Harcourt, le Secrétaire d'État aux Colonies. En 1911 il épouse Barbara Jekyll, dont il aura deux enfants,.

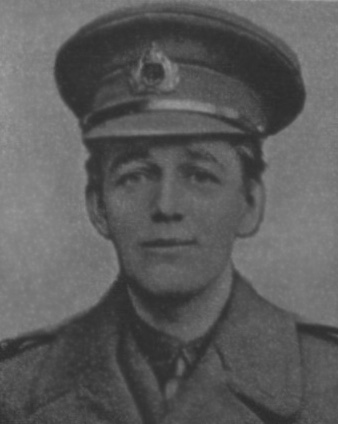
Francis McLaren en uniforme.

À l'entame de la Grande Guerre, il se porte volontaire et est intégré à la réserve de volontaires de la Royal Navy. Il est déployé en France en octobre 1914 avec le grade de lieutenant, initialement comme chauffeur pour des officiers supérieurs. À la suite d'une rencontre avec le député libéral Josiah Wedgwood, il rejoint ce dernier dans la section de voitures blindées de la Royal Naval Air Service. Les deux hommes « recrutent et organisent quatre nouveaux escadrons de voitures blindées », et demandent avec insistence au Premier ministre Herbert Asquith et au ministre de la Marine Winston Churchill de leur permettre d'être déployés à nouveau au front. Ils sont envoyés mener leurs blindés à la campagne des Dardanelles en Turquie, mais les véhicules s'avèrent inadaptés au terrain. Francis McLaren, après avoir été chargé du commandement de postes de mitrailleuses, ne peut mener qu'un seul assaut de ses blindés, sans succès, lors de la troisième bataille de Krithia. La voiture dans laquelle il se trouve est détruite par le feu ennemi, mais il parvient à sauver la vie du conducteur, grièvement blessé, en le ramenant au poste de secours,,.
Atteint de dysenterie, il est posté en Égypte durant sa convalescence, et obtient en décembre 1915 d'être transféré à la Royal Flying Corps. Il retourne en Grande-Bretagne pour y être formé comme aviateur, mais tombe à nouveau malade, de prostatite et de cystite. En décembre 1916, après plusieurs rechutes durant sa convalescence, il est déclaré inapte au service militaire pour raisons médicales. Il proteste durant plusieurs mois, et est finalement réintégré au corps d'aviation. Il est affecté au 18e escadron d'entraînement, et formé à Montrose. Le matin du 30 août 1917, semble-t-il en raison d'une avarie technique, il perd le contrôle de son appareil, un Avro 504, et s'écrase dans la mer à 1,5 km de la côte écossaise près de Montrose. Il est secouru par un bateau de pêcheurs, mais meurt de ses blessures à bord de leur bateau avant qu'ils n'atteignent la terre ferme. Il est inhumé dans le cimetière de l'église du village de Busbridge, près de Godalming dans le Surrey. Herbert Asquith, dont les enfants sont de ses amis, lui rend hommage à la Chambre des communes. Il est l'un des quarante-trois parlementaires britanniques morts durant la Guerre commémorés par un mémorial à Westminster Hall, dans l'enceinte du palais de Westminster où siège le Parlement.
Son fils Martin sera major dans le régiment des Grenadier Guards durant la Seconde Guerre mondiale, et sera député conservateur de la circonscription de Bristol nord-ouest de 1959 à 1966 et de 1970 à 1974,.